# Ráy to
Ráy to, tên khoa học Pothos grandis, là một loài thực vật có hoa trong họ Ráy (Araceae). Loài này được Buchet ex P.C.Boyce & V.D.Nguyen miêu tả khoa học đầu tiên năm 1995.